# Tomi Petrescu
Tomi Petrescu (n. 24 iunie 1986, Jyväskylä) este un fotbalist finlandez de origini române, care evoluează pe posturile de aripă dreapta și mijlocaș ofensiv pentru echipa din țara sa natală, FC Ilves. Acesta a reprezentat naționalele U-17 și U-21 ale Finlandei.

## Carieră de club

### Începuturi
Cariera lui Petrescu a început la echipa de juniori a clubului JJK Jyväskylä. În 2001 s-a mutat la academia lui Leicester. La Leicester a reprezentat academia și rezervele. A făcut o singură apariție pentru echipa mare, la 4 mai 2003, contra celor de la Wolves. Eșecul de a se impune la prima echipă l-a făcut să-și rezilieze contractul cu englezii în 2004.

### Inter Turku
Pentru sezonul 2004-2005, Petrescu a semnat cu echipa de Veikkausliiga, Inter Turku, unde și-a asigurat rapid un post de titular ca mijlocaș, marcând 7 goluri până la finalul sezonului. În sezonul 2005-2006 a marcat 3 goluri în 20 de apariții.

### Tampere United
În decembrie 2006, Petrescu semnează un contract cu Tampere United. A declarat că singurul motiv pentru care a semnat cu acest club era antrenorul de pe atunci, Ari Hjelm. În sezonul 2007-2008 a intrat cu adevărat în istoria primei divizii din Finlanda. A fost unul dintre jucătorii de bază care au dus echipa la câștigarea celui de-al doilea campionat consecutiv. În cel de-al doilea tur al calificărilor Ligii Campionilor, Petrescu a marcat golul care i-a adus lui Tampere o victorie prestigioasă cu 1:0 împotriva campioanei Bulgariei de atunci, Levski Sofia. Tampere a repetat rezultat și în Bulgaria, fiind prima echipă finlandeză care a eliminat o echipă din Bulgaria din cea mai înaltă competiție a fotbalului european. Totuși, finlandezii nu s-au putut califica în grupele Ligii Campionilor, fiind eliminați de către norvegienii de la Rosenborg în turul trei al calificărilor.
În 2007 a fost ales cel mai bun fotbalist al Pirkanmaa.
A fost împrumutat la Ascoli pentru primăvara lui 2009. În Italia și-a făcut debutul pe 7 martie, într-un meci contra celor de la Grosseto.

### Panthrakikos
În ianuarie 2011, Petrescu semna un contract cu elenii de la Panthrakikos pe un contract de un sezon și jumătate. A avut o singură apariție în Grecia.

### Honka
A reprezentat FC Honka pentru sezonul 2011-2012 din Veikkausliiga. A marcat 2 goluri în 32 de partide.

### Haka și CSMS Iași
Petrescu s-a transferat la FC Haka pentru sezonul 2012-2013. Într-un sezon 2013 ratat a avut și 5 apariții la echipa din țara sa de origine, CSMS Iași.

### Ilves
În sezonul 2013-2014 s-a transferat la FC Ilves, unde a semnat un contract pe trei ani de zile.

## Carieră internațională
Petrescu a devenit cunoscut după ce a evoluat în Campionatul Mondial de Fotbal sub 17 ani din 2003, care a fost ținut în Finlanda, marcând două dintre cele trei goluri înscrise de către țara sa natală. A marcat un gol la meciul de deschidere a competiției, împotriva Chinei. A fost nominalizat drept candidat pentru echipa under-21 a Finlandei de către antrenorul de pe atunci, Markku Kanerva, team for the Campionatul European de Fotbal sub 21 UEFA 2009, însă a suferit o accidentare la picior după o lună de la nominalizare și a fost nevoit să se retragă.

## Viața personală
Tatăl lui Petrescu este român și are un frate mai mare, Ștefan Petrescu, care este de asemenea fotbalist.

## Palmares
Tampere United
- Veikkausliiga: 2007
- Cupa Finlandei: 2007
- Cupa Ligii Finlandei: 2009

FC Honka
- Cupa Finlandei: 2012
- Cupa Ligii Finlandei: 2011